# Kalamata Cup 2010
| 18. Kalamata Cup 2010     | 18. Kalamata Cup 2010 |
| ------------------------- | --------------------- |
| Logo                      |                       |
| Veranstaltungsort         | Kalamata              |
| Teilnehmende Nationen     | 16                    |
| Teilnehmende Gymnastinnen | 75                    |
| Wettbewerbe               | 8                     |
| Eröffnung                 | 26. März 2010         |
| Abschluss                 | 28. März 2010         |
| Chronik                   |                       |
| ← Kalamata Cup 2009       | Kalamata Cup 2011 →   |

Der 18. Kalamata Cup 2010 fand im Rahmen der FIG World Cup Series 2010 der Rhythmischen Sportgymnastik statt und wurde zwischen dem 26. und 28. März 2010 in Kalamata, Griechenland ausgetragen.

## Teilnehmende Nationen
| - Griechenland - Aserbaidschan - Bulgarien - Italien | - Israel - Japan - Kanada - Kasachstan | - Südkorea - Österreich - Polen - Russland | - Vereinigte Staaten - Slowenien - Belarus - Zypern |

## Ergebnisse

### Einzelwettkampf

#### Einzelmehrkampf
Am Mehrkampf nahmen 27 Gymnastinnen teil. Dieser Bestand aus den Disziplinen Seil, Reifen, Ball und Band. Zur Ermittlung des Gesamtstandes wurden die Wertungen aus den Teildisziplinen addiert. Zudem qualifizierten sich die jeweils besten Acht jeder Disziplin für die Gerätefinals. Der Mannschaftsmehrkampf findet beim Kalamata Cup keine Berücksichtigung.
| Rang |
| 1    |
| 2    |
| 3    |
| 4    |
| 5    |
| 6    |
| 7    |
| 8    |
| 9    |
| 10   |
| 11   |
| 12   |
| 13   |
| 14   |
| 15   |
| 16   |
| 17   |
| 18   |
| 19   |
| 20   |
| 21   |
| 22   |
| 23   |
| 24   |
| 25   |
| 26   |
| 27   |
| ---- |

| Gymnastin               | Land               |        |        |        |        | Gesamt  |
| ----------------------- | ------------------ | ------ | ------ | ------ | ------ | ------- |
| Daria Kondakova         | Russland           | 28,000 | 27,925 | 27,750 | 28,100 | 111,775 |
| Silviya Miteva          | Bulgarien          | 27,400 | 25,800 | 27,550 | 25,550 | 106,300 |
| Ljubou Tscharkaschyna   | Belarus            | 27,300 | 27,050 | 26,250 | 25,625 | 106,225 |
| Aliyə Qarayeva          | Aserbaidschan      | 26,875 | 27,100 | 24,750 | 27,150 | 105,875 |
| Jana Lukonina           | Russland           | 27,075 | 26,275 | 26,200 | 25,600 | 105,150 |
| Joanna Mitrosz          | Polen              | 26,375 | 26,000 | 26,275 | 26,275 | 104,925 |
| Michaela Metallidou     | Griechenland       | 25,875 | 25,050 | 25,800 | 26,400 | 103,125 |
| Chrystalleni Trikomiti  | Zypern             | 25,550 | 25,525 | 24,750 | 26,050 | 101,875 |
| Aljaksandra Narkewitsch | Belarus            | 23,975 | 25,125 | 26,800 | 25,825 | 101,725 |
| Ekaterina Donich        | Russland           | 25,500 | 24,550 | 26,400 | 24,550 | 101,000 |
| Monika Mincheva         | Bulgarien          | 26,100 | 24,900 | 25,450 | 22,800 | 099,250 |
| Yeon Jae Son            | Südkorea           | 24,600 | 24,850 | 25,300 | 23,700 | 098,450 |
| Varvara Filiou          | Griechenland       | 24,650 | 24,500 | 24,400 | 24,700 | 098,250 |
| Federica Febbo          | Italien            | 24,575 | 25,150 | 23,975 | 24,300 | 098,000 |
| Artemi Gavezou Castro   | Griechenland       | 24,800 | 24,550 | 25,300 | 23,150 | 097,800 |
| Anastasia Kontopidi     | Griechenland       | 22,975 | 24,450 | 24,300 | 24,650 | 096,375 |
| Yun Hee Gim             | Südkorea           | 24,775 | 23,800 | 24,400 | 23,300 | 096,275 |
| Tjasa Seme              | Slowenien          | 23,600 | 23,800 | 24,375 | 24,250 | 096,025 |
| Kyriaki Christou        | Zypern             | 23,950 | 23,525 | 23,425 | 24,200 | 095,100 |
| Nerissa Mo              | Kanada             | 23,200 | 23,250 | 24,600 | 23,050 | 094,100 |
| Nicol Ruprecht          | Österreich         | 23,850 | 23,250 | 24,275 | 22,400 | 093,775 |
| Olga Pavlenko           | Vereinigte Staaten | 23,225 | 23,000 | 24,300 | 22,750 | 093,275 |
| Mizana Ismailova        | Kasachstan         | 23,700 | 21,375 | 23,250 | 23,625 | 091,950 |
| Xeniya Glushkova        | Kasachstan         | 23,400 | 23,850 | 22,950 | 21,350 | 091,550 |
| Madina Mukanova         | Kasachstan         | 23,700 | 21,975 | 22,475 | 20,700 | 088,850 |
| Melizina Stanjuta       | Belarus            | 27,200 | 27,525 | 27,250 |        | 081,975 |
| Samira Moustafayeva     | Aserbaidschan      | 24,650 | 24,600 | 24,150 |        | 081,975 |

- blau markierte Felder zeigen die Qualifikationen für die Gerätefinals, durch Doppelklick auf die Pfeile einer Disziplin wird die individuelle Rangfolge angezeigt
- maximal zwei Gymnastinnen pro Nation dürfen in ein Gerätefinal einziehen.

#### Gerätefinals
Für die Gerätefinals qualifizieren sich maximal zwei Athletinnen einer Nation aus den jeweils besten Acht jeder Teildisziplin des Mehrkampfes.
| Rang | Land          | Gymnastin             | Punkte |
| ---- | ------------- | --------------------- | ------ |
| 1    | Russland      | Daria Kondakova       | 28.200 |
| 2    | Belarus       | Melizina Stanjuta     | 27.575 |
| 3    | Russland      | Jana Lukonina         | 26.975 |
| 4    | Bulgarien     | Silviya Miteva        | 26.925 |
| 5    | Polen         | Joanna Mitrosz        | 26.725 |
| 6    | Belarus       | Ljubou Tscharkaschyna | 26.550 |
| 7    | Bulgarien     | Monika Mincheva       | 25.975 |
| 8    | Aserbaidschan | Aliyə Qarayeva        | 25.325 |

| Rang | Land          | Gymnastin              | Punkte |
| ---- | ------------- | ---------------------- | ------ |
| 1    | Belarus       | Melizina Stanjuta      | 27.350 |
| 2    | Russland      | Daria Kondakova        | 27.200 |
| 3    | Belarus       | Ljubou Tscharkaschyna  | 27.100 |
| 4    | Bulgarien     | Silviya Miteva         | 26.600 |
| 5    | Aserbaidschan | Aliyə Qarayeva         | 26.300 |
| 6    | Polen         | Joanna Mitrosz         | 26.300 |
| 7    | Russland      | Jana Lukonina          | 25.650 |
| 8    | Zypern        | Chrystalleni Trikomiti | 24.250 |

| Rang | Land         | Gymnastin               | Punkte |
| ---- | ------------ | ----------------------- | ------ |
| 1    | Bulgarien    | Silviya Miteva          | 27.825 |
| 2    | Belarus      | Melizina Stanjuta       | 27.600 |
| 3    | Russland     | Daria Kondakova         | 27.025 |
| 4    | Russland     | Ekaterina Donich        | 26.650 |
| 5    | Belarus      | Aljaksandra Narkewitsch | 26.575 |
| 6    | Bulgarien    | Monika Mincheva         | 26.575 |
| 7    | Griechenland | Michaela Metallidou     | 26.275 |
| 8    | Polen        | Joanna Mitrosz          | 25.875 |

| Rang | Land          | Gymnastin               | Punkte |
| ---- | ------------- | ----------------------- | ------ |
| 1    | Russland      | Daria Kondakova         | 27.550 |
| 2    | Aserbaidschan | Aliyə Qarayeva          | 27.250 |
| 3    | Belarus       | Ljubou Tscharkaschyna   | 27.050 |
| 4    | Belarus       | Aljaksandra Narkewitsch | 26.725 |
| 5    | Polen         | Joanna Mitrosz          | 26.150 |
| 6    | Russland      | Jana Lukonina           | 26.125 |
| 7    | Griechenland  | Michaela Metallidou     | 25.750 |
| 8    | Zypern        | Chrystalleni Trikomiti  | 25.675 |

### Gruppenwettkampf

#### Gruppenmehrkampf
Am Mehrkampf nahmen 48 Gymnastinnen teil. Dieser bestand aus zwei Teildisziplinen, deren Resultate für die Gesamtwertung zusammen addiert wurden. Für die anstehenden Gerätefinals qualifizierten sich die besten Acht Gruppen. Da am Cup 2010 insgesamt acht Gruppen teilnahmen waren somit auch alle Gruppen in den Gerätefinals vertreten.
| Rang |
| 1    |
| 2    |
| 3    |
| 4    |
| 5    |
| 6    |
| 7    |
| 8    |
| ---- |

| Land          | Gruppe        | 5      | 2+3    | Gesamt |
| ------------- | ------------- | ------ | ------ | ------ |
| Italien       | Italien       | 27,350 | 26,625 | 53,975 |
| Belarus 1995  | Weißrussland  | 27,375 | 26,275 | 53,650 |
| Aserbaidschan | Aserbaidschan | 26,250 | 25,800 | 52,050 |
| Bulgarien     | Bulgarien     | 26,050 | 25,950 | 52,000 |
| Israel        | Israel        | 26,050 | 25,500 | 51,550 |
| Russland      | Russland      | 24,575 | 25,800 | 50,375 |
| Griechenland  | Griechenland  | 25,800 | 23,250 | 49,050 |
| Japan         | Japan         | 22,800 | 21,300 | 44,100 |

#### Gerätefinals
An den Gerätefinals nahmen alle Acht Gruppen des Mehrkampfes teil.
| Rang | Land          | Gruppe        | Punkte |
| ---- | ------------- | ------------- | ------ |
| 1    | Italien       | Italien       | 27.400 |
| 2    | Belarus 1995  | Weißrussland  | 27.350 |
| 3    | Bulgarien     | Bulgarien     | 26.250 |
| 4    | Griechenland  | Griechenland  | 26.150 |
| 5    | Aserbaidschan | Aserbaidschan | 25.975 |
| 6    | Israel        | Israel        | 25.575 |
| 7    | Japan         | Japan         | 25.475 |
| 8    | Russland      | Russland      | 25.250 |

| Rang | Land          | Gruppe        | Punkte |
| ---- | ------------- | ------------- | ------ |
| 1    | Belarus 1995  | Weißrussland  | 27.300 |
| 2    | Italien       | Italien       | 26.400 |
| 3    | Bulgarien     | Bulgarien     | 25.675 |
| 4    | Russland      | Russland      | 25.225 |
| 5    | Griechenland  | Griechenland  | 25.225 |
| 6    | Japan         | Japan         | 24.600 |
| 7    | Israel        | Israel        | 24.175 |
| 8    | Aserbaidschan | Aserbaidschan | 24.150 |